# 努尔买买提·吐尔逊
努尔买买提·吐尔逊（Nurmemet Tursun）（1957年10月1日—2004年）维吾尔族，新疆伊宁市人，中华人民共和国音乐家，擅长演奏弹拨尔等维吾尔乐器。

## 生平
努尔买买提·吐尔逊生于新疆伊宁市，家庭音乐气氛浓厚。其十个兄妹不少都是职业音乐人。其父曾在军乐团任职，后来到伊宁剧院任职。父亲发现努尔买买提·吐尔逊有演奏流行于伊宁的乐器萨塔尔的天赋。据努尔的妹妹塞努拜尔·吐尔逊（Sanubar Tursun）回忆称，一次有个伊宁知名音乐家和她父亲争论，质疑父亲的音乐技术。父亲为此非常痛苦，有次喝酒后，发誓儿子一定要成为比那位音乐家更伟大的音乐家。父亲教努尔买买提·吐尔逊演奏弹拨尔。1979年父亲逝世后，努尔买买提·吐尔逊每天弹奏弹拨尔16个小时，希望能成为有名的弹拨尔乐手，以实现父亲的遗愿。
1975年，努尔买买提·吐尔逊被新疆维吾尔自治区歌剧团录取。此后逐渐被公认为最优秀的弹拨尔乐手，也是少数擅长演奏萨塔尔的乐手。他对伊犁木卡姆曲目了解不少，并率先独奏演出木卡姆段落。他还探索新的演奏风格，并发行了许多磁带、CD、VCD，其中既有乐器独奏，也有和妹妹塞努拜尔·吐尔逊（歌手）的合作。
2003年，努尔买买提·吐尔逊的CD《Kün wä Tün》（日与夜）发行，将弹拨尔和萨塔尔融入西班牙流行乐及印地语电影音乐中。他从弗拉门戈吉他演奏中吸取灵感，对弹拨尔演奏技法加以创新。他推动了1990年代弗拉门戈音乐在维吾尔地区的流行。
2002年1月1日下午，由新疆维吾尔自治区文化厅、广电局主办，新疆歌舞团、新疆经济报承办的“努尔买买提·吐尔逊弹拨尔独奏音乐会”在新建的新疆人民会堂举行。演出快结束时，努尔买买提·吐尔逊和妹妹塞努拜尔·吐尔逊在未看过诗稿的情况下，请音乐会主持人安排吐尔逊江·艾买提（伊宁市人，无业）上台朗诵其诗歌《献给努尔买买提·吐尔逊的盛会》。朗诵获得观众鼓掌和献花。但事后该诗被认定为有民族分裂思想。中共新疆维吾尔自治区党委随即召开常委会研究部署，责成有关部门调查此事并严肃处理。努尔买买提·吐尔逊因此被新疆歌舞团开除，此后又被限制出境。但他仍然通过录音和教学传播音乐。
2004年，努尔买买提·吐尔逊逝世。